# Błonie (Wola Żydowska)
Błonie – część wsi Wola Żydowska w Polsce, położona w województwie świętokrzyskim, w powiecie pińczowskim, w gminie Kije.
W latach 1975–1998 Błonie administracyjnie należały do województwa kieleckiego.